# 氯金酸铵
氯金酸铵，化学式 NH4[AuCl4] ，是氯金酸的铵盐。

## 制备
氯金酸铵可以由三氯化金饱和溶液和氯化铵在盐酸中反应而成。

## 性质
氯金酸铵是一种无臭的黄橙色晶体，可溶于水。它的水合物是单斜晶系的，空间群 C2/c (No. 15)。

## 用处
氯金酸铵可用来制造纳米金颗粒。

## 危害
氯金酸铵会对皮肤造成化学灼伤，并造成严重的眼睛损伤。它是有毒的，吞下去就会使食道和胃穿孔。
燃烧氯金酸铵会产生氮氧化物、盐酸和金的氧化物。强碱和氧化剂会和氯金酸铵剧烈反应。